# Literatura krytyczna
Literatura krytyczna – termin powstały w wyniku swoistego przeniesienia znaczenia z płaszczyzny sztuk plastycznych (sztuka krytyczna) na grunt literatury. Takie przesunięcie stwarza dychotomiczną sytuację. Z jednej strony owa krytyczność, definiująca literaturę, rozszerza jej pole znaczeniowe (sztuka krytyczna ma ściśle określone znaczenie, tj. nazywa nurt w polskiej sztuce lat 90.). Z drugiej strony, mimo swojej złożoności, niejednoznaczności, a przede wszystkim pojemności pojęciowej, wprowadza nową kategorię, przydatną w badaniach nad literaturą.
W swoich założeniach, literatura krytyczna ma wiele wspólnego ze stosunkowo młodą gałęzią wiedzy humanistycznej, czyli nową humanistyką, o ile nie jest nią samą. Według Ryszarda Nycza to „świat immanencji, rzeczywistości partycypacji, poznania uczestniczącego”. W jej obrębie naukowiec wymienia: humanistykę cyfrową (która pracuje w „kulturze uczestnictwa”), humanistykę zaangażowaną (będącą formą interwencji, inwazyjnego poruszenia spetryfikowanych postaw, przesądów, zachowań danej wspólnoty czy zbiorowości), humanistykę kognitywną (którą charakteryzuje partycypacyjna pozycja podmiotu jako „podmiotu w środowisku”), posthumanistykę (ekosystem „kulturonatury” jako uniwersum podmiotowej aktywności oraz humanistykę artystyczną (inkluzja sztuki jako narzędzia i medium twórczego poznania).
Oprócz tak rozumianej kultury partycypacji, inny naukowiec, Przemysław Czapliński, akcentuje kolejne ważne zjawisko, zachodzące w nowej humanistyce. Chodzi o zastąpienie spójnych, kompletnych, domkniętych metod przez praktyki, które łączą eksperyment, zabawę i ryzyko. To właśnie na gruncie literatury możliwe jest twórcze eksperymentowanie, urzeczywistnianie (bez wyraźnych konsekwencji politycznych) rozmaitych pomysłów, ustawiczne wymyślanie rzeczywistości społecznej, politycznej, międzyludzkiej w „literackim laboratorium przyszłości”.

## Absolutna amnezjaIzabeli Filipiak
Wydana w 1995 roku powieść Izabeli Filipiak Absolutna amnezja opowiada historię Marianny – dziewczynki przeżywającej czas wchodzenia w dorosłość w latach 80. Krytyczny charakter utworu polega na uwypukleniu problematyki kobiecości, jej umiejscowienia, wartościowania i roli w specyficznych warunkach kulturowych czasów PRL.
Bohaterka, znajdując się u progu przejścia w wiek dorosły, będącego ostatecznym przyjęciem kulturowo wytworzonej roli kobiety, obserwuje wokół siebie możliwe społeczne realizacje kobiecości. Dostrzega je w swojej babce – Aldonie, matce (zwanej Niepokalaną lub Nieutuloną) i nauczycielce Lisiak.
Ta pierwsza prezentuje model całkowitego podporządkowania się roli narzuconej przez społeczeństwo, związanej ze sferą domu: „Marianna przeczuwała, że obie, niezgrabna dziewczynka i wysuszona na obierek staruszka, mają tyle samo możliwości do wyboru. Nienawidziła Aldony za brak protestu, najsłabszego nawet, za to przystosowanie się do rozmiarów klatki”. Niepokalaną z kolei można by określić jako przejaw kobiety progresywnej, „wyzwolonej”, cieszącej się autonomią. Jednak wolność w ramach spełnianej roli społecznej uzyskuje ona w wyniku zrzeczenia się kobiecości (wraz z jej problemami), jak również poprzez odrzucenie własnej córki. Nauczycielka Marianny, Lisiak, decyduje się natomiast na protest wobec sytuacji społecznej kobiet. Aby dać wyraz swojemu buntowi, tworzy wraz z dziećmi spektakl przekazujący w szyderczy sposób prawdę o umiejscowieniu kobiety w społeczeństwie patriarchalnym: „Dupa nie ma głosu, chociaż miewa poglądy. […] Jak już się urodziło dupą, dupą się umrze, ale nie może być większego nieszczęścia, niż dupa bez znaku przynależności”.
Absolutna amnezja jest wreszcie próbą wyrespektowania dyskursu feministycznego, traktowanego drugorzędnie zarówno w czasach PRL, jak i transformacji ustrojowej. Najwyrazistszy element powieści zlokalizowany został jednak w samej głównej bohaterce, jej przeżyciach i twórczości, wobec których historyczne umiejscowienie fabuły spełnia jedynie rolę tła, z jakim Marianna zostaje skonfrontowana za pośrednictwem matki: „Kiedy opowiadam jej o istnieniu Policji Menstrualnej, potrząsa tylko głową. Kiedy proszę, by sporządziła notatkę dla Amnesty International, mówi, że to niepoważne. My tutaj zajmujemy się naprawdę ważnymi sprawami, upomina mnie. […] Przecież to można nazwać formą nacisku, tłumaczę. To jest prześladowanie polityczne. Mylisz się, odpowiada Niepokalana. To jest twoja prywatna sprawa”. Autorka, poprzez zachwianą dynamikę relacji rodzicielskich, uwypukla problem marginalizacji problemów i doświadczeń typowo kobiecych, które mimo że są uniwersalne dla połowy społeczeństwa przejawiającej cechy żeńskie, to zostają zepchnięte do roli podrzędnej względem ważkich problemów polityczno-ustrojowych. Bohaterka pod wpływem wychowania zaczyna ponadto interioryzować dewaluację sfery kobiecej: „Płakałam razem z nią. Jak mogłam. Tam, na ulicach toczyła się prawdziwa walka. Padały prawdziwe strzały. Ludzie ginęli pod gąsienicami stalowych potworów”.
Ważnym przejawem indywidualnych losów bohaterki jest jej twórczość literacka, a szczególnie wypisy z dramatów greckich. Marianna przepisuje postać Ifigenii na własny los, tworząc między nimi więź symboliczną. Odczuwa przy tym, że podobnie jak bohaterka Ifigenii w Aulidzie, tak i ona ma zostać „złożona w ofierze”, ponieważ tak zadecydowało za nią społeczeństwo, w którym funkcjonuje. W podobny sposób zdarza jej się również przyswajać sztucznie narzucone jej „przeznaczenie”. Jak pisze Maria Janion, Filipiak widzi w postaci Ifigenii pierwsze morderstwo totalitarne, pierwsze poświęcenie życia jednostki dla interesu państwa: „W ofierze Ifigenii zobaczyła [Filipiak – red.] pierwsze morderstwo totalitarne – poświęcenie życia ludzkiego dla interesu państwa. W Absolutnej amnezji zinterpretowała uwewnętrznienie konieczności ofiary przez Ifigenię jako «pierwszą w naszej historii lekcję prania mózgu»”.

## Sąsiedzi. Historia zagłady żydowskiego miasteczkaJana Tomasza Grossa
Książkę Jana Tomasz Grossa pt. Sąsiedzi. Historia zagłady żydowskiego miasteczka można zaliczyć do pozycji reprezentującej literaturę krytyczną w kontekście małych ojczyzn. Traktuje ona o tragedii tysiąca sześciuset Żydów z Jedwabnego zamordowanych 10 lipca 1941 roku przez swoich sąsiadów. Fakt ten nie zaistniał w historiografii drugiej wojny światowej.
Lekturę możemy uznać za jedną z pozycji przedstawiających literaturę krytyczną, ponieważ podaje ona różne źródła z których zaczerpnięto informacje np. o zachowanych raportach, cytaty z akt spraw, dokumenty – w tym np. donos na byłego burmistrza Jedwabnego, Mariana Karolaka, materiały kontrolno-śledcze jak również wypowiedzi różnych osób, które uczestniczyły w wydarzeniach, w tym np. niedoszłych ofiar.
Wykorzystane w książce źródła mogą otwierać czytelników na opisany temat, skłaniać do dyskusji i rozszerzać perspektywę oglądu tematu, co sprzyja wyrobieniu sobie własnego zdania. Wielość źródeł z których pozyskano materiały badawcze do stworzenia tej publikacji buduje dla czytelników podglebie do własnego badania i filtracji problematyki utworu. Wykorzystane instrumenty badawcze świadczą o tym, że jest to literatura krytyczna.
Lektura ta może być rozpatrywana w kontekście literatury małych ojczyzn. Polacy i Żydzi są mieszkańcami małej ojczyzny. Praca wykonywana przez Żydów rozumiana była jako zagrożenie dla Polaków. Polacy uważali się za jedynych, pierwotnych gospodarzy. Nie było rodzin mieszanych, wspólnych świątyń. Widać było bardzo wyraźny podział. Książka ta dotyka problemu niezgody życia wielokulturowego.
Problematykę utworu trafnie można ująć w trójkącie Raula Hilberga: świadkowie (Polacy), ofiary (Żydzi, Zagłada), sprawcy (Niemcy). Gross karze czytelnikom rozpatrzeć ten trójkąt w odniesieniu do Polaków.
Ważnym aspektem poruszonym w książce jest dyskurs pomiędzy różnorodnością a równością. Widoczny proces dominacji jednej społeczności nad drugą i chęć wyparcia jej pokazuje siłę nietolerancji, spowodowanej odmiennością, która staje się tutaj czynnikiem sprawczym. Zauważamy problem hierarchizacji. W książce mamy ukazane miejsce przemocy w odniesieniu do hierarchii, nadużywanie pozycji. Kiedy Polacy i Niemcy znęcali się nad Żydami, reszta Polaków stała i patrzyła, społeczeństwo dawało ciche przyzwolenie na upokarzanie i przemoc wobec Żydów.
Książka została napisana na podstawie relacji – świadków i uczestników. Świadkowanie może być różne, mniej lub bardziej aktywne. Gross sugeruje czytelnikom skonstruowanie myślenia o historii na nowo, tak żeby człowiek mógł się w niej przejrzeć i mogła odnaleźć się w niej ofiara.

## KinderszenenJarosława Marka Rymkiewicza
W Kinderszenen, eseju historycznym wydanym w 2008 roku, Jarosław Marek Rymkiewicz kreśli swój stosunek do powstania warszawskiego – wydarzenia, jak wskazuje Anna Mach, przy okazji dyskusji o którym pada wiele argumentów i kontrargumentów związanych z kwestią „sensowności lub bezsensowności” sierpniowego zrywu. Punktem odniesienia dla badaczy analizujących i interpretujących utwór była jego dwudzielność: rozpatrywano bowiem symboliczny moment wybuchu wozu amunicyjnego na ul. Kilińskiego, będący dla Rymkiewicza – rozpoczynającego swoją opowieść właśnie od tego zdarzenia – wyrazem powstania warszawskiego jako „wielkiej, wspaniałej eksplozji”, na równi z drugą warstwą dzieła, dotyczącą przede wszystkim procesu formowania się mentalności jednostki oceniającej powstanie warszawskie – sposobów postrzegania przez nią swojej podmiotowości.
Przywołując pamięć o wojennych wydarzeniach, widzianych oczyma dziecka, Rymkiewicz stwierdza, że uświadomiły mu one istnienie śmierci i nakreśliły jej wizerunek. Trwający w jego pamięci obraz umierania, doświadczanego przez uczestników II wojny światowej, paradoksalnie okazuje się jednak przede wszystkim wspomnieniem o zwierzętach. Zdanie sobie sprawy z tego faktu skłania Rymkiewicza do zarysowania kontrastu pomiędzy literaturą romantyczną, z jaką zaznajamiała go matka, kiedy ten miał jeszcze zaledwie osiem lub dziewięć lat, a tekstami Adolfa Dygasińskiego. Autor podkreśla trudność, z jaką mierzy się młody czytelnik, przystępujący do lektury Anhellego, oraz korzyść, jaka wynikałaby z ówczesnego kontaktu z Zającem Dygasińskiego. Treści zawarte w tym drugim byłyby bowiem, według Rymkiewicza, pośrednikiem tych, na które natrafił on już jako dwudziestokilkuletni student zaglądający do rosyjskiego przekładu Die Welt as Wille und Vorstellung Artura Schopenhauera.
Refleksja ta jest częścią pytań „o przynależność i tożsamość”, które młody człowiek zadaje sobie w odniesieniu do samego siebie. Przyczynia się ona ponadto do rozwarstwienia kwestii śmierci w rozważaniach Rymkiewicza i sytuuje jej wymiary po dwóch przeciwnych stronach: po jednej zarysowuje się historiozofia romantyczna, wpisująca losy narodu polskiego w pewną spójną ciągłość historyczną, nakazująca wzniosłość w obliczu śmierci i przekonująca o jej transgresyjnym wymiarze; po drugiej uwidaczniają się natomiast przekonania naturalistyczne, odmawiające śmierci jej transgresyjnego charakteru i niełączące jej z żadnym pośmiertnym spełnieniem.
Esej sugeruje, że romantyczna śmierć jednostki nie jest możliwa, ponieważ wymagałaby ona od niej życia tylko i wyłącznie duchowego. Czynnikiem, jaki konstytuuje ludzkie życie, jest jednak nadal czynnik biologiczny, wegetatywny – zupełnie jak w przypadku opisywanych przez autora zwierząt. Rymkiewicz dochodzi zatem ostatecznie do wniosku osiągniętego w wyniku zestawienia ze sobą biologicznych uwarunkowań jednostki, przed którą pytania o sens jej życia konsekwentnie pozostają bez odpowiedzi, i duchowych przekazów, zawiązujących wspólnotę i odpowiadających za istnienie społeczeństwa. Postawa romantyczna przestaje zatem w Kinderszenen pełnić rolę scenariusza rozpisanego z myślą o jednostce, która chce nobilitować swój status ontologiczny, a zaczyna być traktowana jako metareguła: „To naród jest instancją zbawiającą jednostkę. Naród jako odrębny, homogeniczny, idealny byt, ulokowany poza historią, wyposażony [...] w nieśmiertelną duszę, która jest dana z góry - jednostka może w niej uczestniczyć, ale sama nie ma nad nią żadnej władzy”.

## Prowadź swój pług przez kości umarłychOlgi Tokarczuk
Wydana w 2009 roku powieść Olgi Tokarczuk pt. Prowadź swój pług przez kości umarłych jest jednym z najgłośniejszych wydań wpisujących się w nurt współczesnej polskiej literatury krytycznej. Powieść opowiada o osadzonej na skraju Doliny Kłodzkiej wiejskiej społeczności, którą pewnego dnia nawiedza seria niewytłumaczalnych zbrodni dokonanych na jej mieszkańcach. Dzieło stało się pretekstem do poruszenia ważkich kwestii z obszarów etyki, religii czy też polityki, umiejętnie skrytych pod efektownym pastiszem konwencji powieści kryminalnej.
Powieść Tokarczuk to w pierwszej kolejności atak na kulturę patriarchalną. Do grona głównych bohaterów powieści należą wyłącznie osoby, które można określić mianem outsiderów. Postacie Janiny Duszejko oraz jej najbliższych współtowarzyszy to ludzie, którzy nie wpisują się w ogólnie przyjęte normy społeczne. Zaliczają się do nich ludzie, którzy nie posiadają okazałych karier zawodowych; którzy w większości nie pozakładali rodzin; którzy są w zaawansowanym wieku lub cierpią na różnego rodzaju schorzenia zdrowotne. Autorka powieści wskazuje, że w zastanej kulturze postacie tego typu nie mają co liczyć na poważne traktowanie przez pozostałych członków społeczeństwa, dla którego szacunek mógł zyskać tylko ten, kto osiągnął sukces podlegający jasno określonym kryteriom, do których należą: odpowiedni stan majątkowy i cywilny, okazała kariera zawodowa, wiek, stan zdrowia oraz wskaźnik rozrodczy. Osobniki, które wyłamywały się z tych kryteriów, skazywane były na niebyt oraz w skrajnych przypadkach na wyjęcie spod prawa (ignorowanie skarg obywatelskich, kierowanych do policji przez panią Duszejko).
Mimo swych społecznych ułomności garstka bohaterów wzbudza sympatię oraz posiada szereg szlachetnych przymiotów, których wartość w lokalnym społeczeństwie bynajmniej podlega bagatelizacji. Są to miłośnicy kultury wysokiej (fascynacja poezją Williama Blake’a), obdarzeni ponadprzeciętnym ilorazem inteligencji oraz wrażliwością odbioru świata czy bogatym życiem duchowym (mimo deklarowanego ateizmu pani Duszejko).
Kolejnymi aspektami poddanymi krytyce są obszary należące do duchowieństwa (ksiądz), biznesu (najbogatszy przedsiębiorca na wsi),  prawa (komendant policji) czy władzy (prezes stowarzyszenia grzybiarzy). Ich losy umiejscowione są w wyraźnej opozycji do wcześniej omówionych typów. Cieszą się oni ogólnie powszechnym szacunkiem, miejscowa ludność w ich sylwetkach dopatruje się źródeł autorytetu. Dopiero pod wpływem serii tajemniczych zgonów, które ponieśli, oraz prywatnego śledztwa przeprowadzonego przez panią Duszejko, światło dzienne ujrzała ich prawdziwa natura. Na jaw między innymi wyszła: korupcja i nielegalna działalność oraz alkoholowo-obyczajowe ekscesy z prostytucją w tle.
Zwłaszcza konflikt z kościołem autorka podkreśla w specjalny sposób formułując przy tym swój główny zarzut wobec chrześcijańskiego paradygmatu jakim jest uznanie świata zwierząt za niższego rzędu względem człowieka, któremu jest on podległy – zdaniem autorki jest to jeden z głównych powodów okrucieństwa wobec zwierząt. Wiąże się z tym również obecny w powieści kontekst ekologiczny:  bohaterowie walczą o prawa zwierząt oraz wyraźnie zostało zaznaczone tło historyczne ukazujące wpływy jakie wywiera na Polskę prawo Unii Europejskiej, w przypadku powieści regulujące ochronę bioróżnorodności na przykładzie chronionych gatunków owadów, na które nikt nie zwraca uwagi.
Autorka powieści, podważając w ten sposób swoisty kręgosłup lokalnej społeczności oraz zestawiając go w opozycji z przedstawicielami marginesu społecznego, poddaje zasadnej wątpliwości fundamenty współczesnego systemu oraz formułuje zasadnicze dla istoty naszej cywilizacji pytania do których należą: Czy prawo w Polsce działa należycie? Czym jest margines społeczny i gdzie przebiega jego granica? Czy kultura chrześcijańska w Polsce nadąża za postępem?

## ZwałSławomira Shuty'ego
W Zwale Sławomir Shuty porusza temat realiów kapitalistycznych w Polsce. Główny bohater powieści, młody obywatel o imieniu Mirosław, pracuje na podrzędnym stanowisku w banku Hamburger. W owej korporacji panuje system poddańczy – pracownicy w pełni oddali się firmie i w złudnej nadziei na uzyskanie awansu skwapliwie wykonują rozkazy swojej dwulicowej przełożonej Basi.
Utwór Shutego portretuje dwie przestrzenie: przestrzeń kapitalistycznej korporacji i przestrzeń więzi rodzinnych. Obydwie płaszczyzny są do siebie podobne. Zarówno w banku, jak i domu panują toksyczne relacje i brak empatii. Bohater-everyman funkcjonuje w zamkniętej pętli: z nieprzyjaznego środowiska rodzinnego przechodzi do niesatysfakcjonującej pracy – i z powrotem. Sama struktura powieści podkreśla chaos życia protagonisty. Dzieli się ona na wiele krótkich rozdziałów, noszących tytuły od dni tygodnia.  Swoją rolę odgrywają jednak jeszcze weekendy, w trakcie których następuje „zwał” – próba wyrwania się z rytmu szarej codzienności za pomocą alkoholu, seksu i środków odurzających, kończąca się „urwaniem filmu”. Wtedy też pojawiają się u bohatera refleksje. Choć ucieczka od szarej rzeczywistości okazuje się niemożliwa, „zwał” staje się jednym z niezbędnych elementów tygodnia – dzięki niemu pracownik regeneruje się i jest w stanie ponownie zasilić system.
Jak pisze Marek Zaleski: „To wszystko zostało opowiedziane z drapieżnym humorem, przemyślnie spointowane, i składa się na obraz pułapki i odczłowieczenia, jaki rysowali nam zeszłowieczni socjologowie piszący o wykorzenieniu i pracy zdehumanizowanej, o service people, ludziach-prefabrykatach post-kapitalistycznej technologii".
Podobnej ucieczki ze świata kapitalizmu próbuje na gruncie językowym dokonać sam autor powieści. Stosuje niezliczone środki: przekształcenia haseł funkcjonujących w języku marketingowym czy parafrazy tekstów z innych obszarów (autor wykorzystuje np. konwencję tekstów biblijnych i religijnych). Ostatecznie jednak, tak jak nieudane są próby wyjścia z rzeczywistości kapitalistycznej bohatera powieści, tak porażką kończy się próba pokonania języka kapitalizmu u samego autora.
Powieść Sławomira Shutego za pomocą subwersji ukazuje korporacyjny kapitalizm jako bezduszny system, a polską rodzinę, z patologicznymi (lecz powszechnie funkcjonującymi) relacjami, jako idealne podłoże dla tego systemu. Bohater, nieprzygotowany do zdrowych relacji i więzi międzyludzkich, został zaprogramowany przez kapitalizm i służy jako perfekcyjnie działający trybik w wielkiej maszynie. Zwał stanowi zatem krytykę poprzełomowej rzeczywistości konsumpcjonistycznej i podejmuje także temat skorumpowania języka przez kapitalizm. Dzięki powieści autor otrzymał Paszport Polityki „za literacki słuch, za pasję i odwagę w portretowaniu polskiej rzeczywistości".

## LubiewoMichała Witkowskiego
Książka Michała Witkowskiego, Lubiewo, poprzez swoją tematykę (homoseksualni mężczyźni odrzucający po-przełomową emancypacyjną narrację) i użycie języka (m.in. liczne wulgaryzmy, sformułowania potoczne, zdrobnienia oraz inne słowa silnie nacechowane emocjonalnie) stara się dokonać krytyki panującego w Polsce dyskursu na temat homoseksualizmu. Dyskurs ten wytworzył własne obozy i własne mity, w których nie mieszczą się bohaterowie Lubiewa. Nie są oni bowiem zainteresowani emancypacją homoseksualizmu rozumianą jako dążenie do normy – do bycia zaakceptowanym jako normalny, całkowicie typowy członek społeczeństwa, niczym istotnym nie różniący się od heteroseksualisty. Nie są też jednak częścią obozu konserwatywnego, nawołującego do wstrzemięźliwości i oczyszczenia seksualności oraz aktów erotycznych – sfer zawsze postrzeganych jako brudne – poprzez rozliczne zakazy: wstrzymanie się od stosunków płciowych lub dokonywanie ich w dozwolony, obostrzony wieloma regułami, przez co „czysty” sposób. Pisarz pokazuje raczej, że ta grupa społeczna pragnie podkreślenia różnic płciowych, zarówno w zakresie płci biologicznej, jak i kulturowej, bo tylko w ten sposób, afirmując seksualność ludzką jako opresyjną oraz nieczystą, mogą w niej doznać spełnienia. Ich oczyszczenie odbywałoby się więc poprzez afirmację i wyolbrzymienie tego, co nieczyste, wielokrotne powtarzanie działań uchodzących za niewłaściwe, po to, by uzmysłowić społeczeństwu arbitralność – a więc też teatralność i pewien fałsz – zastanych, powszechnie uznanych podziałów oraz opozycji wszelkiego rodzaju. Czy to płciowych, czy to moralnych, czy to rozumowych. Ta strategia celowo przejaskrawienia, zwanego też „przegięciem”, i pełnego oddania się roli (z pełną wszakże świadomością, że jest to rola, a nie faktyczna, obiektywna rzeczywistość) jest jedną z typowych cech estetyki kampu – tam również służy subwersji i podważaniu norm społecznych poprzez ukazanie ich absurdalności i całkowicie umownej natury. Lubiewo jest więc powieścią krytyczną, która wybrała sobie kamp za narzędzie krytyki społeczeństwa.

## Paw królowejDoroty Masłowskiej
W nurt literatury krytycznej wpisuje się także twórczość Doroty Masłowskiej. W swojej drugiej powieści Paw Królowej z 2004 roku autorka dokonuje krytyki społeczno-politycznej ówczesnych realiów, związanych głównie z wstąpieniem Polski do Unii Europejskiej. W warstwie fabularnej Masłowska przede wszystkim demaskuje obłudne mechanizmy rządzące przemysłem rozrywkowym – jedna z bohaterek, Patrycja Pitz, ma zostać sławną piosenkarką ze względu na swój szpetny wygląd, a nie talent. Jednak to w warstwie językowej autorka zawarła najsilniejszy przekaz. Rytm składni hip-hopowych utworów wymieszany został ze sloganami reklamowymi i językiem brukowców, obnażając ich absurdalność i pustkę przekazu. Pisarka wprowadza do języka swojej powieści także „eurożargon”, którego obecność w polszczyźnie nasila się już od czasu entuzjastycznej kampanii przed wstąpieniem Polski do Unii Europejskiej. Tę ingerencję Unii w język, a tym samym w rzeczywistość, podkreślają przewijające się przez tekst powieści fragmenty, rozpoczynające się od frazy „Ta piosenka powstała za pieniądze z funduszy Unii Europejskiej”.
Autorka korzysta z języka ludzi niższych warstw społecznych, którzy stają się bohaterami jej powieści – to oni tworzą hip-hop, to oni są odbiorcami reklam i brukowców, to oni są nowymi obywatelami Unii Europejskiej. Jednak do tej nowej Europy nie pasują, a to zaszczepia w nich poczucie bycia gorszymi i związany z tym wstyd. Powoduje to chęć wybicia się, zyskania sławy za wszelką cenę, ponieważ nową miarą wartości człowieka staje się sukces, jaki ten odniósł. Sukces powinien być, oczywiście, europejski, co prowadzi do połączenia poczucia bycia gorszym z polskością. Zapewne dlatego ekspedientka w sklepie zwraca się do Stanisława Retro łamaną angielszczyzną – skoro jest sławny, to trzeba zwracać się do niego językiem sukcesu.
Dopatrywać się można w tej powieści także krytyki feministycznej – bohaterki Masłowskiej dotyka systemowa przemoc, na którą odpowiadają silną agresją, co wyklucza odebranie ich jako budzących współczucie ofiar.

## Inne przykłady literatury krytycznej

### Co robi łączniczka?Darka Foksa i Zbigniewa Libery
Wspólne dzieło Darka Foksa i Zbigniewa Libery pod tytułem Co robi łączniczka to fotograficzna książka, która powstała w wyniku ścisłej współpracy wyżej wymienionych współautorów tekstów i fotografii.
Tytułowa łączniczka pojawia się w każdym z 63 rozdziałów dotyczących kolejnych dni powstania warszawskiego. Każdy rozdział składa się na  jedną stronę tekstu Foksa i sąsiadujący z nią fotomontaż Libery. Są to swego rodzaju wariacje nawiązujące do powszechnie znanego tematu historycznego ukazanego wielokrotnie przez obraz, film i tekst, jednak eksperymentalna proza Foksa detonuje powstańcze historie, pokazuje je z zupełnie innej perspektywy. Każdy tekst rozpoczyna się takim samym zwrotem: „Kiedy chłopcy...” by wprowadzić odbiorcę w rodzaj młodzieńczej gry pomiędzy chłopcami a postacią łączniczki. Libera łączy fotografie wizerunków zniszczonego miasta z wizerunkami gwiazd kinowych lat 50. i 60., które wcielają się w postać łączniczek.
Niewątpliwie Fox i Libera połączyli siły nie po to, aby powiedzieć coś nowego na temat wydarzeń sprzed 60 lat, a raczej ukazać sposób istnienia wtórnej pamięci o minionych wydarzeniach poprzez fabularyzację, powielenie obrazu minionego świata, konwencjonalne wizerunki i stereotypy. W żaden sposób nie próbują wczuć się w sytuację uczestników tych wydarzeń. Przyglądają się jedynie tym wydarzeniom, do których dziś nie ma dostępu, a jednocześnie ukazują, w jaki sposób zostały przetworzone. Taka wizja jest przeznaczona dla odbiorcy, który nie przeżył powstania warszawskiego ani też nie był świadkiem wydarzeń i zna je tylko z filmów dokumentalnych bądź też powieści.
Fox i Libera przemycają w Co robi łączniczka kwestię post-pamięci (pamięć o pamięci) i mechanizm jej funkcjonowania we współczesnym świecie. Z tego względu tytułowe łączniczki na zdjęciach nie są tylko wspomnieniem prawdziwych i walczących bohatersko o Warszawę dziewcząt. Są ikonami kultury pop, wcieleniem marzeń młodego pokolenia, to rówieśniczki Libery i Foxa. Powstanie warszawskie zostało przefiltrowane przez ich młodzieńcze umysły (przypadające na lata 60. i 70.). Czarno-białe fotografie sprawiają wrażenie, jakby były niewłaściwie zeskanowane. Ruiny zgrzytają w zestawieniu z pięknymi aktorkami i gwiazdami. Antagonistyczne zestawienie erotycznych marzeń i przegranej ilustruje łączniczkę, która robi coś zupełnie innego niż chłopcy. Króciutkie scenki i wspomnienia łączniczek są nieuchwytne choć napisane pastiszowym stylem, składającym się na gdzieś już zasłyszane frazy. Książka, jak pisała Susan Sontag, gwarantuje fotografii długowieczność, a może i nawet nieśmiertelność. Fotografia jest krucha i łatwo ją zniszczyć, toteż czarno-białe zdjęcia Libery symbolizują ulotność i nietrwałość, natomiast książka stanowi dla niej tarczę ochronną.
Hayden White uważał, że historia nie jest po to, aby ją rekonstruować, ale po to, żeby się z niej wyzwolić, czytając łączniczki i oglądając przy tym ilustracje można odnieść wrażenie, że Fox i Libera kierowali się powyższą zasadą, ponieważ już nie chodzi tu o to, że nie są historykami, lecz o fakt, iż nie próbują w żaden sposób przeprowadzać zmiany w ocenie faktów historycznych, ani dążyć do odpowiedzi, jak było naprawdę. Ukazują nową wizję, nowy obraz poprzez słowo i fotografię. Nie trzymają się ram powieści historycznej, wręcz wychodzą poza nie.
Książka wraz z ilustracjami stanowi mocny zaczyn do dyskusji nie tylko nad samym Powstaniem Warszawskim, ale również o kwestii post-pamięci, o traumie i o przefiltrowanej obrazowości ważnego wydarzenia historycznego. Teksty bez ilustracji Libery straciłyby walor estetyczno-literacki, który jest zwieńczeniem myśli przewodniej ich wspólnego dzieła. Same fotografie również nie mogłyby znaleźć zrozumienia bez krótkich scenek nakreślonych przez Foksa.